# Línea 340 (Interurbanos Madrid)
La línea 340 de la red de autobuses interurbanos de Madrid une Torrejón de Ardoz con Mejorada del Campo.

## Características
Esta línea une ambos municipios en 20 minutos, realizando un recorrido por la zona oeste de Mejorada.
La línea no mantiene los mismos horarios todo el año, desde el 15 de julio al 31 de agosto se reducen el número de expediciones, además de los días excepcionales vísperas de festivo y festivos de Navidad en los que los horarios también cambian y se reducen. Sólo circula de lunes a viernes laborables, por lo que no presta servicio los fines de semana ni festivos.
Está operada por la empresa Avanza Movilidad Integral mediante la concesión administrativa VCM-201 - Madrid – Loeches – Arganda del Rey (Viajeros Comunidad de Madrid) del Consorcio Regional de Transportes de Madrid.

## Horarios

### 1 septiembre - 14 julio
| Lunes a viernes laborables |                     |
| Torrejón > Mejorada        | Mejorada > Torrejón |
| 07:00                      | 06:30               |
| 08:15                      | 07:30               |
| 09:35                      | 08:55               |
| 10:45                      | 10:10               |
| 11:55                      | 11:20               |
| 13:05                      | 12:30               |
| 14:15                      | 13:40               |
| 15:25                      | 14:50               |
| 16:35                      | 16:00               |
| 17:45                      | 17:10               |
| 18:55                      | 18:20               |
| 20:05                      | 19:30               |
| 21:05                      | 20:35               |
| 22:05                      | 21:35               |

### 15 julio - 31 agosto
| Lunes a viernes laborables |                     |
| Torrejón > Mejorada        | Mejorada > Torrejón |
| 07:00                      | 06:30               |
| 08:00                      | 07:30               |
| 09:00                      | 08:30               |
| 10:00                      | 09:30               |
| 13:30                      | 13:00               |
| 14:30                      | 14:00               |
| 15:30                      | 15:00               |
| 16:30                      | 16:10               |
| 17:30                      | 17:00               |

## Recorrido y paradas

### Sentido Mejorada del Campo
| Código | Parada                                    | Común con       | Conexión con Cercanías | Municipio          |
| ------ | ----------------------------------------- | --------------- | ---------------------- | ------------------ |
| 20266  | Terminal Pza. España - Est. Torrejón      |                 | Torrejón de Ardoz      | Torrejón de Ardoz  |
| 07430  | Av. Constitución - Est. Torrejón de Ardoz | 824 1B 2 3 5B   | Torrejón de Ardoz      | Torrejón de Ardoz  |
| 07237  | Ctra. Loeches - Joaquín Blume             | 261             |                        | Torrejón de Ardoz  |
| 19257  | Ctra. M206 - Ctra. M203                   |                 |                        | Torrejón de Ardoz  |
| 10014  | Av. Concordia - Marqués de Hinojosa       | 280 282 341     |                        | Mejorada del Campo |
| 10013  | Av. Concordia - Mayor                     | 280 282 341     |                        | Mejorada del Campo |
| 07260  | Av. Juan Gris - Miguel Hernández          | 280 282 285 341 |                        | Mejorada del Campo |
| 07261  | Av. Juan Gris - Francisco de Goya         | 280 282 285 341 |                        | Mejorada del Campo |
| 07262  | Castilla - Polígono Industrial            | 280 282 285 341 |                        | Mejorada del Campo |
| 11440  | Duero - Castilla                          | 280 282 285 341 |                        | Mejorada del Campo |
| 10461  | Portugal - Av. Reja Grande                | 280 282 285 341 |                        | Mejorada del Campo |
| 20943  | Santa Rosa - Venezuela                    |                 |                        | Mejorada del Campo |
| 20942  | Santa Rosa - Antonio Gaudí                |                 |                        | Mejorada del Campo |

### Sentido Torrejón de Ardoz
| Código | Parada                                    | Común con                           | Conexión con Cercanías | Municipio          |
| ------ | ----------------------------------------- | ----------------------------------- | ---------------------- | ------------------ |
| 20942  | Santa Rosa - Antonio Gaudí                |                                     |                        | Mejorada del Campo |
| 15499  | Antonio Gaudí - Antonio Machado           | 282                                 |                        | Mejorada del Campo |
| 15571  | Av. Juan Gris - Pirineos                  | 280 282 285 341                     |                        | Mejorada del Campo |
| 07287  | Av. Juan Gris - Francisco de Goya         | 280 282 285 341                     |                        | Mejorada del Campo |
| 07288  | Av. Juan Gris - Miguel Hernández          | 280 282 341                         |                        | Mejorada del Campo |
| 07289  | Av. Concordia - Ciudad de Atenas          | 280 282 341                         |                        | Mejorada del Campo |
| 07290  | Av. Concordia - Trébol                    | 280 282 341                         |                        | Mejorada del Campo |
| 19257  | Ctra. M206 - Ctra. M203                   |                                     |                        | Torrejón de Ardoz  |
| 07238  | Ctra. Loeches - Joaquín Blume             | 261                                 |                        | Torrejón de Ardoz  |
| 10892  | Av. Constitución - Av. Fronteras          | 215 220 223 224 251 824 1A 2 3 4 5A |                        | Torrejón de Ardoz  |
| 15082  | Av. Constitución - Est. Torrejón de Ardoz | 223 224 824 1A 2 3 5A               | Torrejón de Ardoz      | Torrejón de Ardoz  |
| 20266  | Terminal Pza. España - Est. Torrejón      |                                     | Torrejón de Ardoz      | Torrejón de Ardoz  |